# Atrakcyjny pozna panią…
Atrakcyjny pozna panią... – komedia produkcji polskiej z 2004 roku w reżyserii Marka Rębacza na podstawie jego utworu dramatycznego.
Film zrealizowano w rodzinnych stronach reżysera filmu, w okolicach Motycza koło Lublina, za prywatne pieniądze reżysera i jego rodziny.
Nagrodzono go Brązowym Granatem podczas XIX edycji Ogólnopolskiego Festiwalu Filmów Komediowych w Lubomierzu, w 2005 roku.
Muzyka została skomponowana przez Marka Radulego.

## Obsada
- Andrzej Grabowski – Wacław
- Marek Perepeczko – Hendryk
- Roman Kłosowski – Stasio
- Krzysztof Cugowski – Proboszcz
- Iwona Bielska – Balbinka
- Irena Kownas – Elżunia
- Cowboy – Janko Muzykant
- Elżbieta Pejko – Mariolka
- Bartosz Żukowski – Sołtys
- Zuzanna Grabowska – Dziewczyna
- Tomasz Kobiela – Skate
- Joanna Morawska – Wiera
- Wojciech Cugowski – Obcy
- Piotr Cugowski – Mokry